# Nuelles
Nuelles è una località appartenente al comune francese di Saint-Germain-Nuelles situato nel dipartimento del Rodano della regione Alvernia-Rodano-Alpi.

## Storia
Nuelles è stato un comune indipendente fino al 1º gennaio 2013, quando si è fuso con il comune di Saint-Germain-sur-l'Arbresle per formare il nuovo comune di Saint-Germain-Nuelles.

## Società

### Evoluzione demografica
Abitanti censiti